# Marija Sawinowa
Marija Siergiejewna Sawinowa (ros. Мария Сергеевна Савинова; ur. 13 sierpnia 1985) – rosyjska lekkoatletka, specjalizująca się w biegu na 800 metrów.
W 2008 odpadła w eliminacjach halowych mistrzostw świata. 10 lutego 2008 w Moskwie rosyjska sztafeta (reprezentująca Obwód swierdłowski) w składzie: Jewgienija Zinurowa, Olga Kotlarowa, Sawinowa oraz Natalja Ignatowa ustanowiła halowy rekord świata w rzadko rozgrywanej konkurencji – sztafecie 4 x 800 metrów (8:14,53). Rok później zdobyła złoty medal halowych mistrzostw Europy oraz uplasowała się na piątym miejscu podczas mistrzostw świata. W 2010 najpierw zdobyła halowe mistrzostwo świata, a kilka miesięcy później została w Barcelonie mistrzynią Europy. Złota medalistka mistrzostw świata z 2011 – po tym sukcesie wybrana została lekkoatletką Europy w plebiscycie European Athletics. W 2013 sięgnęła po srebro światowego czempionatu w Moskwie.
Rekordy życiowe: stadion – 1:55,87 (4 września 2011, Daegu); hala – 1:58,10 (8 marca 2009, Turyn). Sawinowa jest posiadaczką 10. wyniku w historii lekkoatletyki w biegu na 1000 metrów (2:34,56 w 2009).
10 lutego 2017 Sportowy Sąd Arbitrażowy (CAS) zakazał występów Sawinowej przez 4 lata, dodatkowo unieważniono rezultaty Sawinowej od 26 lipca 2010 do 19 sierpnia 2013 roku, zabierając jej wszystkie medale zdobyte w tamtym okresie.

## Osiągnięcia
| Rok  | Impreza                                 | Miejsce   | Lokata     | Wynik   |
| ---- | --------------------------------------- | --------- | ---------- | ------- |
| 2008 | Halowe mistrzostwa świata               | Walencja  | eliminacje | 2:06,72 |
| 2009 | Halowe mistrzostwa Europy               | Turyn     | 1. miejsce | 1:58,11 |
| 2009 | Mistrzostwa świata                      | Berlin    | 5. miejsce | 1:58,68 |
| 2010 | Halowe mistrzostwa świata               | Doha      | 1. miejsce | 1:58,26 |
| 2010 | Mistrzostwa Europy                      | Barcelona | DSQ        | 1:58,22 |
| 2010 | Puchar interkontynentalny               | Split     | DSQ        | 1:58,27 |
| 2011 | Superliga drużynowych mistrzostw Europy | Sztokholm | DSQ        | 1:58,75 |
| 2011 | Mistrzostwa świata                      | Daegu     | DSQ        | 1:55,87 |
| 2012 | Igrzyska olimpijskie                    | Londyn    | DSQ        | 1:56,19 |
| 2013 | Mistrzostwa świata                      | Moskwa    | DSQ        | 1:57,80 |

## Odznaczenia
- Order Przyjaźni (13 sierpnia 2012) – za wielki wkład w rozwój kultury fizycznej i sportu, wysokie osiągnięcia sportowe na zawodach XXX Olimpiady 2012 roku w mieście Londynie (Wielka Brytania)[4]